# Anders Antonsen
Anders Antonsen, né à Aarhus au Danemark le 27 avril 1997, est un joueur de badminton danois spécialiste du simple.

## Carrière
Il remporte ses premiers titres en junior à partir de 2015 puis remporte une médaille d'argent aux championnats d'Europe de badminton 2017. Il sera à la deuxième marche du podium aux championnats du monde de 2019.
En 2021, il décroche un titre de champion d'Europe à Kiev marqué par sa victoire par forfait de son compatriote Viktor Axelsen à cause du Covid.
En avril 2024, il est sacré champion d'Europe en simple homme en battant Toma Junior Popov en finale des championnats d'Europe de badminton 2024.